# Jeff Zucker
Jeffrey Adam Zucker (Homestead, 9 de abril de 1965) é um executivo estadunidense. Ele ocupa o cargo de presidente da rede CNN. Anteriormente, atuou como presidente e CEO da NBC Universal.

## Carreira
Começando sua carreira na NBC, Zucker conseguiu um emprego como produtor para o Today em 1989. Em três anos, ele se tornou produtor executivo. Sob seu mandato, o programa chegou no topo e atingiu seu melhor desempenho na audiência. Em seguida, Zucker foi promovido ao cargo de chefe da NBC Entertainment e, posteriormente, chefe da NBCUniversal, onde dirigiu uma grande organização de notícias e entretenimento cujas propriedades incluíam MSNBC, CNBC e Bravo. Seu mandato na NBCUniversal terminou em 2010 quando a Comcast comprou parte da empresa. Zucker passou o último ano trabalhando com a ex-apresentadora do Today, Katie Couric.
Em 2012, a CNN anunciou que Zucker assumiria o cargo de presidente da CNN Worldwide, substituindo Jim Walton, que ocupava o cargo desde 2003.
Em Fevereiro de 2022 Zucker demitiu-se por causa de um escândalo sexual.

## Vida pessoal
Em 1996, Zucker casou-se com Caryn Stephanie Nathanson, então supervisora do Saturday Night Live, com quem ele tem quatro filhos. Diagnosticado com câncer de cólon, Zucker foi submetido a cirurgia duas vezes e quimioterapia após a primeira cirurgia. Em julho de 2018, Zucker teve que se afastar da CNN para se recuperar de uma cirurgia cardíaca.